# Lista hrabstw w stanie Rhode Island

Harmonogram hrabstw Rhode Island

Poniżej znajduje się lista hrabstw w stanie Rhode Island. Jest to drugi od końca pod względem liczby hrabstw stan amerykański (mniej hrabstw, trzy, posiada tylko Delaware). Pomimo iż stan podzielony jest na hrabstwa, nie posiada jakiegokolwiek samorządu lokalnego na poziomie okręgowym. Zamiast tego, samorząd lokalny utrzymywany jest przez osiem miast oraz 31 miasteczek.
Kolonia Rhode Island została założona w XVII w., była pierwszą z trzynastu oryginalnych amerykańskich kolonii, która proklamowała niepodległość od Wielkiej Brytanii w 1776, zapowiadając początek rewolucji amerykańskiej. Wszystkie hrabstwa zostały utworzone przed deklaracją niepodległości.
Kod FIPS jest używany przez rząd Stanów Zjednoczonych do identyfikowania stanów oraz hrabstw. Kod Rhode Island wynosi 44. Jeśli jest łączony z jakimkolwiek kodem regionalnym, powinien być pisany według wzoru: 44XXX. Kod FIPS dla każdego hrabstwa łączy się ze spisem ludności.

## Lista hrabstw
| Hrabstwo            | FIPS Kod | Stolica        | Utworzony | Powstanie | Etymologia nazwy                                                   | Ludność (2008) | Powierzchnia | Mapa |
| Hrabstwo Bristol    | 001      | Bristol        | 1747      | Utworzone z ziemi uzyskanej przez Hrabstwo Bristol po zakończeniu sporu granicznego pomiędzy dwoma koloniami                                                                    | Od miasta Bristol w Anglii                                         | 49 838         | 117 km²      |      |
| Hrabstwo Kent       | 003      | East Greenwich | 1750      | Utworzone z części Hrabstwa Providence | Od hrabstwa Kent w Wielkiej Brytanii                               | 168 058        | 487 km²      |      |
| Hrabstwo Newport    | 005      | Newport        | 1703      | Utworzone jako Hrabstwo Rhode Island w 1703. Przemianowany na Hrabstwo Newport w 1729                                                                                           | Od miasta Newport w Walii                                          | 80 478         | 813 km²      |      |
| Hrabstwo Providence | 007      | Providence     | 1703      | Utworzone w 1703 jako Hrabstwo Plantacji Providence. W 1729 zmieniono nazwę na Hrabstwo Providence.                                                                             | Od słowa Providence oznaczającego opatrzność                       | 626 150        | 1 129 km²    |      |
| Hrabstwo Washington | 009      | Wakelfield     | 1729      | Utworzone w 1729 pod nazwą Hrabstwo Królów, jako część Hrabstwa Providence. W 1781 zmieniono nazwę na Hrabstwo Washington. Bardziej znany jest pod nazwą "Hrabstwo Południowe". | Od pierwszego prezydenta Stanów Zjednoczonych George'a Washingtona | 126 264        | 1 458 km²    |      |